# 愛希れいか
愛希 れいか（まなき れいか、1991年8月21日 - ）は、日本の女優。元宝塚歌劇団月組トップ娘役。愛称は、ちゃぴ。
福井県坂井市、坂井中学校出身。アミューズ所属。

## 来歴
2007年、宝塚音楽学校入学。
2009年、音楽学校卒業後、宝塚歌劇団に95期生として入団。入団時の成績は14番。宙組公演「薔薇に降る雨／Amour それは…」で男役として初舞台。その後、月組に配属。
2011年5月30日付で娘役へと転向。同年の「アルジェの男」で新人公演初ヒロイン。続く「アリスの恋人」（バウホール・日本青年館）で、バウホール・東上公演初ヒロイン。
2012年、霧矢大夢・蒼乃夕妃トップコンビ退団公演となる「エドワード8世」で、2度目の新人公演ヒロイン。同年4月23日付で月組トップ娘役に就任。龍真咲の相手役として、同年の「ロミオとジュリエット」でトップコンビ大劇場お披露目。
2016年に龍が退団後は、天海祐希に次ぐスピード就任となった珠城りょうを2人目の相手役に迎え、翌年の「グランドホテル／カルーセル輪舞曲」で新トップコンビ大劇場お披露目。同公演の演出家トミー・チューンには、「言葉の壁がなければブロードウェーにも立てる」と高く評価された。
2018年の「愛聖女（サントダムール）」で、娘役としては異例となるバウホール公演初主演。トップ娘役のバウホール主演は、月影瞳以来17年ぶりのこととなった。同年11月18日、「エリザベート」東京公演千秋楽をもって、宝塚歌劇団を退団。トップ在任期間はトータル6年7か月に渡り、花總まり・遥くららに次ぐ歴代3番目を記録した。同年12月よりアミューズ所属となり、芸能活動を再開。
2019年の東宝ミュージカル「エリザベート」で、退団後初舞台。自身がサヨナラ公演で演じたタイトルロールのエリザベート役を再び演じることとなった。

## 人物
3歳からクラシックバレエを習い始め、小さい頃から歌ったり踊ったりすることが好きだった。小学3年の時に、地元に来た宙組全国ツアー公演「エクスカリバー／シトラスの風」を観て、宝塚のファンになった。学生時代は、バレエと両立できる放送部に所属していた。中学卒業時に音楽学校を受験し、1回で合格した。音楽学校時代は、1年目の予科生は娘役として授業を受けていたが、身長が伸びたこともあり、2年目の本科生になる前に男役に転向した。その後、周囲から娘役転向を勧められたこともあったが、入団後に龍真咲から「絶対に娘役の方がいい」と言われたことなどがきっかけとなり、入団3年目に娘役へ再び転向した。
愛称の「ちゃぴ」は本名の響きに由来する。

## 宝塚歌劇団時代の主な舞台

### 初舞台
- 2009年4 - 5月、宙組『薔薇に降る雨』『Amour それは…』（宝塚大劇場のみ）

### 月組男役時代
- 2009年10 - 12月、『ラスト プレイ』『Heat on Beat!（ヒート オン ビート）』
- 2010年4 - 7月、『THE SCARLET PIMPERNEL（スカーレット ピンパーネル）』 - ルイ・シャルル、新人公演：ベン（本役：煌月爽矢）[11]
- 2010年9 - 11月、『ジプシー男爵-Der Zigeuner Baron-』 - ヴィオルカ『Rhapsodic Moon（ラプソディック・ムーン）』
- 2011年1月、『Dancing Heroes!』（バウホール）[11]
- 2011年3 - 5月、『バラの国の王子』 - 新人公演：ハチドリ（本役：珠城りょう）『ONE』

### 月組娘役時代
- 2011年7 - 10月、『アルジェの男』 - フランソワーズ、新人公演：サビーヌ（本役：蒼乃夕妃）『Dance Romanesque（ダンス ロマネスク）』 新人公演初ヒロイン[9][1][11]
- 2011年11 - 12月、『アリスの恋人』（バウホール・日本青年館） - アリス バウ・東上初ヒロイン[10][11]
- 2012年2 - 4月、『エドワード8世』 - アデール・アステア、新人公演：ウォリス・シンプソン（本役：蒼乃夕妃）『Misty Station』 新人公演ヒロイン[9][11]

### 月組トップ娘役時代
- 2012年6 - 9月、『ロミオとジュリエット』 - ジュリエット 大劇場トップお披露目公演[13]
- 2012年10 - 11月、『愛するには短すぎる』 - バーバラ・オブライエン『Heat on Beat!（ヒート オン ビート）』（全国ツアー）
- 2013年1 - 3月、『ベルサイユのばら-オスカルとアンドレ編-』 - ロザリー／エトワール
- 2013年5月、『ME AND MY GIRL』（梅田芸術劇場） - サリー・スミス
- 2013年7 - 10月、『ルパン-ARSÈNE LUPIN-』 - カーラ・ド・レルヌ『Fantastic Energy!』
- 2013年11 - 12月、『JIN-仁-』 - 橘咲／結命『Fantastic Energy!』（全国ツアー）
- 2014年1月、『風と共に去りぬ』（梅田芸術劇場） - メラニー・ハミルトン 初エトワール
- 2014年3 - 6月、『宝塚をどり』『明日への指針 -センチュリー号の航海日誌-』 - レイラ『TAKARAZUKA 花詩集100!!』 - 花のエトワール／マーガレット／蘭の女王／トップスター女／レディ／銀の花の女
- 2014年7 - 8月、『宝塚をどり』『明日への指針-センチュリー号の航海日誌-』 - レイラ『TAKARAZUKA 花詩集100!!』（博多座）
- 2014年9 - 12月、『PUCK（パック）』 - ハーミア『CRYSTAL TAKARAZUKA-イメージの結晶-』
- 2015年2 - 3月、『風と共に去りぬ』（中日劇場） - メラニー・ハミルトン エトワール
- 2015年4 - 7月、『1789-バスティーユの恋人たち-』 - マリー・アントワネット、新人公演：兵士[4]
- 2015年11 - 2016年2月、『舞音-MANON-』 - マノン『GOLDEN JAZZ』
- 2016年3 - 4月、『激情』 - カルメン『Apasionado（アパショナード）!!III』（全国ツアー）
- 2016年6 - 9月、『NOBUNAGA〈信長〉-下天の夢-』 - 帰蝶『Forever LOVE!!』
- 2016年10 - 11月、『アーサー王伝説』（文京シビックホール・ドラマシティ） - グウィネビア
- 2017年1 - 3月、『グランドホテル』 - エリザヴェッタ・グルーシンスカヤ『カルーセル輪舞曲（ロンド）』
- 2017年5月、『長崎しぐれ坂』 - おしま／芸者『カルーセル輪舞曲（ロンド）』（博多座）
- 2017年7 - 10月、『All for One』 - ルイ14世
- 2017年11 - 12月、『鳳凰伝』 - トゥーランドット『CRYSTAL TAKARAZUKA-イメージの結晶-』（全国ツアー）
- 2018年2 - 5月、『カンパニー-努力（レッスン）、情熱（パッション）、そして仲間たち（カンパニー）-』 - 高崎美波『BADDY（バッディ）-悪党（ヤツ）は月からやって来る-』 - グッディ
- 2018年7月、『愛聖女（サントダムール）-Sainte♡d’Amour-』（バウホール） - ジャンヌ・ダルク[1][12]
- 2018年8 - 11月、『エリザベート-愛と死の輪舞（ロンド）-』 - エリザベート 退団公演[1][12]

### 出演イベント
- 2011年12月、タカラヅカスペシャル2011『明日に架ける夢』
- 2012年3月、蒼乃夕妃ミュージック・サロン『VERY BEST OF ME』
- 2012年12月、タカラヅカスペシャル2012『ザ・スターズ!〜プレ・プレ・センテニアル〜』
- 2013年10月、第52回『宝塚舞踊会』[19]
- 2014年4月、宝塚歌劇100周年 夢の祭典『時を奏でるスミレの花たち』
- 2014年12月、タカラヅカスペシャル2014『Thank you for 100 years』
- 2015年9月、愛希れいかミュージック・パフォーマンス『Wonder of Love』 主演[20]
- 2015年12月、タカラヅカスペシャル2015『New Century，Next Dream』
- 2016年12月、タカラヅカスペシャル2016『Music Succession to Next』
- 2017年10月、第54回『宝塚舞踊会』[21]
- 2017年12月、タカラヅカスペシャル2017『ジュテーム・レビュー-モン・パリ誕生90周年-』

## 宝塚歌劇団退団後の主な活動

### 舞台
- 2019年6 - 8月、『エリザベート』（帝国劇場） - エリザベート主演[注釈 1][5]
- 2019年11 - 12月、『ファントム』（TBS赤坂ACTシアター・梅田芸術劇場） - クリスティーヌ・ダーエ[注釈 2][22]
- 2020年9 - 10月、『フラッシュダンス』（日本青年館・日本特殊陶業市民会館・ドラマシティ） - アレックス・オーウェンズ 主演[23]
- 2021年1月、『The Illusionist-イリュージョニスト-』（日生劇場） - ソフィ[24]
- 2021年4月、『エリザベート TAKARAZUKA25周年スペシャル・ガラ・コンサート』（梅田芸術劇場・東急シアターオーブ） - エリザベート[25]
- 2021年6 - 7月、『マタ・ハリ』（東京建物 Brillia HALL・アイリス・梅田芸術劇場） - マタ・ハリ 主演[注釈 3][26]
- 2021年12月、『泥人魚』（シアターコクーン） - 月影小夜子[27]
- 2022年10 - 2023年1月、『エリザベート』（帝国劇場・御園座・梅田芸術劇場・博多座） - エリザベート 主演[注釈 1][28]
- 2023年3 - 4月、『マリー・キュリー』（天王洲 銀河劇場・ドラマシティ） - マリー・キュリー 主演[29]
- 2024年1 - 3月、『トッツィー』（日生劇場・梅田芸術劇場・御園座・博多座・岡山芸術創造劇場） - ジュリー・ニコルズ[30]
- 2025年3 - 4月、『イリュージョニスト』（日生劇場・梅田芸術劇場） - ソフィ[31]
- 2025年10 - 11月、『マタ・ハリ』（東京建物 Brillia HALL・梅田芸術劇場・博多座） - マタ・ハリ 主演[32]

### ドラマ
- NHK総合 大河ドラマ
  - 『青天を衝け』 - 井上武子（2021年11月 - 12月）[33]
  - 『べらぼう〜蔦重栄華乃夢噺〜』 - 朝顔（2025年1月）[34][35]
- 2022年1月、フジテレビ系『潜水艦カッペリーニ号の冒険』 - 鈴木香苗[36][37]
- 2022年8月、NHK総合『アイドル』 - 高輪芳子[38]
- 2023年11月 - 12月、NHK総合『大奥 Season2』 - 徳川家定[39][40]
- 2024年10月、NHK総合『3000万』 - 野崎春奈[41]
- 2025年1月 - 3月、フジテレビ系『未恋〜かくれぼっちたち〜』 - 鈴木みなみ[42]
- 2025年1月、日本テレビ系『アンサンブル』第2話 - 兼木真弓
- 2025年3月5日・12日、テレビ朝日系『相棒 season23』第18話・最終話 - 橋迫倫子[43]

## TV出演
- 2012年9月、TBS『オールスター感謝祭秋』
- 2017年3月、フジテレビ『2017 FNSうたの春まつり』
- 2025年1月、NHK総合『漫画家イエナガの複雑社会を超定義』(大河ドラマSPコラボ!クリエイターエコノミー)[44]

## 広告・CM出演
- 2016年、『オリックスグループ』[45]

## 受賞歴
- 2012年、『宝塚歌劇団年度賞』 - 2011年度新人賞[46]
- 2013年、『阪急すみれ会パンジー賞』 - 娘役賞[47]
- 2014年、『宝塚歌劇団年度賞』 - 2013年度優秀賞[48]
- 2018年、『宝塚歌劇団年度賞』 - 2017年度優秀賞[49]